# 1-戊醇
1-戊醇（英語：1-pentanol，化學式：C5H12O）也称为正戊醇，是一種醇類的有機化合物。為含有五个碳原子的醇。
正戊醇是一种无色具有难闻气味的液体。它具有8个醇類同分異構物。
戊醇可以用作塗覆CD和DVD的溶劑。戊醇具有代替汽油作為內燃燃料所需的所有性能。
戊醇可以如下製備分餾的雜醇油。為了減少使用化石燃料，研究正在進行開發與生產（化學性質相同）生物戊醇的成本效益的方法發酵。